# Japán diaszpóra
A japán diaszpóra tagjai, akik nikkei (日系) ként ismertek, azok a személyek, akik Japánból kivándoroltak és leszármazottaikkal együtt egy idegen országban tartózkodnak. Japánból az első kivándorlást, mely a Fülöp-szigetekre történt, a 12. században jegyezték fel, de nem vált tömegjelenséggé egészen a Meidzsi-korig, amikor is a Japánok elkezdtek a Fülöp-szigetekre és Észak-Amerikába emigrálni. 1897-ben 35-en vándoroltak Mexikóba, 1899-ben pedig 790-en Peruba költöztek. A gyarmati időszakban szintén jelentős volt a kivándorlás a Japán Birodalom területeire, de ezen emigrálók többsége hazatelepült Japánba miután a második világháború véget ért Ázsiában.
A Nikkeiek és a Külföldi Japánok Szövetsége szerint körülbelül 2,5 millió nikkei él különböző országokban szerte a világon. A legnagyobbak ezen külföldi közösségek között Brazíliában, az Amerikai Egyesült Államokban, Peruban és a Fülöp-szigeteken találhatóak. A Meidzsi-korban kivándoroltak leszármazottai még mindig felismerhető közösségeket alkotnak ezekben az országokban, a Japánban elő emberektől különvált etnikai csoportot alkotva.

## Terminológia
A nikkei elnevezés a japán nikkeidzsin (日系人) szóból ered, mely azokra a japán emberekre és leszármazottaikra utal, akik kivándoroltak. Az emigráció pedig azokra utal, akik nem átmeneti időre, hanem állandó letelepedési céllal hagyják el Japánt. Ezek a csoportok pedig történelmileg is meg lettek különböztetve olyan kifejezésekkel, mint isszei (első generációs nikkeidzsin), niszei (második generációs nikkeidzsin), szanszei (harmadik generációs nikkeidzsin), jonszei (negyedik generációs nikkeidzsin). A nikkeidzsin szó nem mindig vonatkozik azokra a japánokra, akiknek még mindig van japán állampolgári státuszuk. A kifejezés használata a perspektívától függ. Például a japán kormány azokat tartja nikkeinek, akiknek van állampolgárságuk, és bizonyítani tudják három generációra visszamenőleg a japán vérvonalat – így tehát a 4. generációs nikkeidzsinek már nem tartózkodhatnak legálisan Japánban, mert jogilag már nem különböznek egy külfölditől. Másfelől viszont az Egyesült Államokban és egyéb országokban is a nikkeidzsinek saját közösségeket és identitást alakítottak ki, amikbe már az első generációs japán bevándorlókat is beleveszik; számukra az állampolgárság kevésbé lényeges, annál inkább a közösség iránti elkötelezettség.

A Discover Nikkei, a Japán Amerikai Nemzeti Múzeum a következőként definiálta a nikkeieket: 
|  | „Nikkeiekről beszélünk – japán emigránsokról és leszármazottaikról, akik saját közösségeket alakítottak ki szerte a világban. A nikkei kifejezésnek számos különböző jelentése lehet függően a szituációtól, a helytől és a környezettől. A kifejezés olyan más rasszkeveredésből leszármazott embereket is magába foglal, akik nikkeiként azonosítják magukat. A Japánban elő emberek azokra is használják ezt a kifejezést, akiknek a felmenőik kivándorlók, de ők maguk visszatértek Japánba. Sokan közülük szoros közösségekben élnek és megőrzik a japánokétól különböző identitásukat.” |
|  | |

A definíciót egy hároméves kollaboratív program, a Nemzetközi Nikkei Kutatási Program hozta létre, mely 10 országból több mint 100 kutatót és 14 részt vevő intézetet foglalkoztatott.

## Korai történelem
Tengeren túl élő japánok már a 15. század óta léteztek.
Miután a portugálok először léptek kapcsolatba Japánnal 1543-ban, egy nagy méretű rabszolgakereskedelem fejlődött ki, melyben a portugálok japánokat vettek mint rabszolgákat és eladták őket különböző helyeken a tengerentúlon, beleértve magát Portugáliát, egészen a 16. és 17. századig. Sok dokumentum említi az óriás rabszolga kereskedelmet, a tüntetésekkel együtt melyek a japán emberek rabszolga sorba taszítása ellen szóltak. Úgy vélik, hogy a japán rabszolgák voltak az elsők a nemzetük soraiból, akik Európába jutottak. A portugálok pedig nagy számban vásároltak japán rabszolgalányokat szexuális célokra, amint azt az Egyház is említi 1555-ben. Sebestyén király félt, hogy a masszív méreteket öltött japán rabszolgakereskedelem negatív hatással van a katolikus hitre való áttérítésre, így 1571-ben betiltotta.
Luis Cerqueira portugál jezsuita egy 1598-ban írt dokumentumában megemlíti, hogy a japán rabszolganőket még ágyasként is eladtak fekete afrikai matrózoknak, együtt az európai társaikkal, akik portugál hajókon szolgáltak, melyek Japánban kereskedtek. A japán rabszolgákat a portugálok Makaóba vitték, ahol néhányuk nem csak a portugálok szolgái voltak, hanem azok szolgáinak szolgái, mivel a portugáloknak maláj és afrikai szolgáik is voltak, akik cserébe saját japán szolgát kaptak.
Hidejosi annyira felháborodott, hogy a saját népét tömegesen adják el rabszolgaként Kjúsún, hogy 1587. július 24-én írt egy levelet a jezsuiták tartományi alelnökének Coelho Gáspárnak, követelvén a portugálok, sziámik (tájföldiek) és kambodzsaiak japán rabszolga vásárlásának betiltását és azon japán szolgák visszajuttatását, akik egészen Indiáig kötöttek ki. Hidejosi a portugálokat és a jezsuitákat hibáztatta a rabszolgakereskedelem miatt és ennek okán betiltotta a keresztény hittérítést.
Néhány koreai szolga, akiket a portugálok megvettek, Japánból lettek szállítva, ahol több tízezer koreai hadifogollyal voltak együtt, akiket Japán koreai inváziójának idején (1592-98) szállítottak az országba. Történészek arra is fény derítettek, hogy miközben Hidejosi a megbotránkozását és felháborodását fejezte ki a portugálok japán rabszolgakereskedelmével kapcsolatban, addig ő maga is részt vett egy tömeges rabszolga kereskedelemben Japánban, melyek koreai hadifoglyokból álltak.
1578-ban Fillippo Sassetti látott pár kínai és japán szolgát is Lisszabonban egy nagyobb rabszolga közösségben, bár a szolgák többsége fekete volt.
A portugálok nagyra tartották az ázsiai szolgákat, például a kínaiakat vagy a japánokat, többre mint a szub-szaharai afrikai szolgákat, mert azok intelligensnek és szorgalamasnak tartották őket.
1595-ben sikerült elfogadtatni egy törvényt Portugáliában, mely betiltotta a kínai és japán szolgák adás-vételét.
A 15. századtól a 17. század elejéig japán tengerészek Kínába és Délkelet-Ázsiába utaztak, néhol japán falvakat is kialakítottak. Ez a tevékenység az 1640-es években megszűnt, amikor a Tokugava-sógunátus tengerészeti korlátozásokat léptetett életbe, amely megtiltotta a japánoknak, hogy elhagyják az országot, akik pedig már külföldön voltak nem térhettek vissza. Ezt a politikát 200 éven keresztül nem függesztették fel. Az utazási korlátozásokon enyhítettek, miután Japán diplomáciai kapcsolatokat nyitott meg a nyugati államokkal. 1867-ben a bakufu utazási dokumentumokat kezdett kibocsátani tengerentúli utazás és emigrálás céljából.

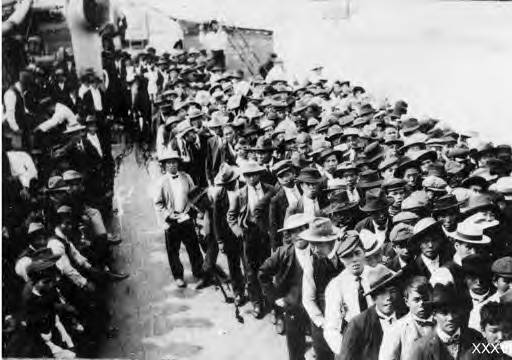
View of passengers arriving in Vancouver aboard the Kumeric

1885 előtt nem sok japán vándorol ki, részben azért mert a Meidzsi kormány vonakodott engedélyezni az emigrálást, azért is mert nem volt elég politikai ereje, hogy megfelelő biztonságot nyújtson a japán kivándorlóknak és azért is mert úgy gondolta, hogy japánok jelenléte mint szakképzetlen segédmunkások akadályoznák az egyenlőtlen szerződések átvizsgálását. Egy említésre méltó kivétel volt ez alól amikor 153 szerződéses munkás emigrált – hivatalos útlevél nélkül – Hawaiiba 1868-ban. Egy része ennek a csoportnak a kezdeti munkaszerződés lejárta után is maradt, kialakítva ezzel a Hawaii nikkei közösség magját. 1885-ben a Meidzsi kormány elkezdte hivatalosan szponzorálni a kivándorló programokat, hogy enyhítsék a túlnépesedés okozta nyomást és a Macukata-defláció hatását a vidéki területeken. A következő évtizedben a kormány szorosan részt vett az emigrálók indulás előtti útmutatásában. A japán kormány próbálta a kivándorlókat jó modorúnak tartani, hogy megmutassák a Nyugatnak, hogy Japán milyen méltóságteljes és tiszteletre méltó ország. 1890-es évek közepére, olyan bevándorlási cégek (imin-kaisha 移民会社) kezdtek dominálni, melyeket nem a kormány szponzorált, de a kivándorlási mintákat a kormány által szankcionált ideológiák továbbra is befolyásolták.

## Ázsia

### 1945-ig
A japán emigrálást Ázsia többi részébe már a 12. században feljegyezték. A korai japán települések Lingayen Gulfban, Manilában, az Ilocos partján és Visayasban voltak, amikor a Fülöp-szigetek még a Srivijaya és Majapahit Birodalom irányítása alatt voltak. A 16. században Ayutthaya, Thaiföldön is kialakultak japán települések, a 17. század elején pedig először került feljegyzés arról, hogy a Holland Kelet-Indiában (ma Indonézia) japán telepesek vannak. Egy nagyobb hullám is érkezett a 17. században, amikor a vörös pecsétes hajók elkezdtek kereskedni Délkelet-Ázsiában és japán katolikusok menekültek el a sógunok által életbe léptetett vallási üldözések miatt, majd telepedtek le a Fülöp-szigeteken. Sokan közülük összeházasodtak a helyi filipina nőkkel, egy új japán-mestizo közösséget létrehozva. A 16. és 17. században több ezer japán kereskedő migrált a Fülöp-szigetekre és asszimilálódott a helyi lakossággal. pp. 52–3
1898-ban Holland Kelet-Indiai gyarmati kormányzat statisztikái azt mutatták, hogy 614 japán él a Holland Kelet-Indiában (166 férfi, 448 nő). A Fülöp-szigetek amerikai gyarmat korszakában a földeken dolgozó japán munkások száma olyan mértékben megnőtt, hogy a 20. században Davao várost Ko Nippon Koku-nak kezdték hívni (magyarra fordítva "Kis Japán"). A városban működött egy japán iskola, egy sintó szentély és egy Japánból érkezett diplomáciai képviselet is. Még egy népszerű étterem is van, melyek a neve "A Japán Alagút" és egy, a háború időszakából megmaradt japánok által épített alagutat is magába foglal.
A Japán Birodalom idején szintén jelentős kivándorlás volt jelen különböző területekre, mint például Korea, Tajvan, Mandzsúria és Karafuto. Az Amerikából emigrálókkal ellentétben, azok a japánok, akik a gyarmatokra költöztek nagyobb szociális státusszal rendelkeztek mintsem kisebbel mikor megérkeztek.
1938-ban 309 000 japán élt Tajvanon. A második világháború végére több mint 850.000 japán élt Koreában és több mint 2 millió Kínában, többségük farmerként dolgozott Mandzsuokóban (a terv az volt, hogy 5 millió japán telepedjen le Manchukuoban)
Az 1939-es decemberi népszámlálás szerint a Nanjóchó népessége 129 104 fő, amiből 77 257 japán volt. 1941 decemberére Saipannak több mint 30 000 fős népessége volt, ebből 25 000 japán. Több mint 400 000 ember élt Karafutóban (Szahalin déli részén), amikor a szovjetek megkezdték az offenzívájukat 1945 augusztus elején. A legtöbben japán vagy koreai leszármazottak voltak. Amikor Japán elvesztette a Kuril-szigeteket, 17 000 japánt utasítottak ki, többségüket a déli szigetekről.

### 1945 után
A második világháború után a legtöbb külföldi japán hazaköltözött. A Szövetséges Hatalmak több mint 6 millió japán nemzetiségűt küldtek haza a gyarmatokról és harcmezőkről egész Ázsiából. Csak néhányan maradtak a tengerentúlon, gyakran akaratuk ellenére, mint például az árvák Kínában vagy a hadifoglyok, akiket a Vörös Sereg Szibériában dolgoztatott. Az 1950-es és 1960-as években közel 6000 japán tért vissza Észak-Koreába együtt a Zainichi Koreai házastársaikkal, 27 000 hadifoglyot pedig a Szovjetunió küldött vissza. Lásd: japánok Észak-Koreában
Hong Kongban van egy japánokból álló közösség, amely nagy részben üzletemberekből áll. Indiában körülbelül 4018 japán él, többnyire mérnökök vagy cégvezetők, többségük pedig Haldiában, Bangaloreban és Kolkatában él. Emellett 903 japán él Pakisztánban, többségük Iszlamabadban és Karacsiban.

## Amerika

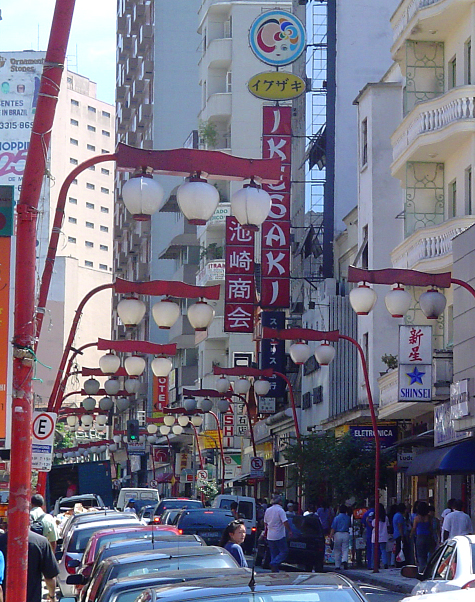
A brazil város São Paulo japán közössége, akik hagyományosan a város Liberdade kerületében élnek

Az 1868-as Meidzsi-restaurációból fakadó politikai, kulturális és szociális változásokat követően jelentős számban kezdtek bevándorolni a japánok az Egyesült Államok és Kanada területére. (lásd japán amerikaiak és japán kanadaiak)

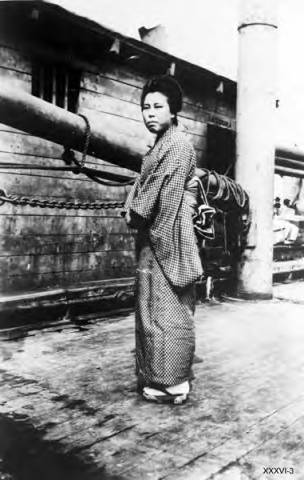
Japán nő a Kumeric fedélzetén úton Vancouverbe.

Kanadában, kisebb több-generációs japán emigráns közösségek alakultak ki és adaptálódtak a Japánon kívüli élethez.
Az Egyesült Államokban, különösen az 1882-es kínai kirekesztési törvény után, nagyon keresettek lettek a japán bevándorlók, hogy az ipar tudja kikkel helyettesíteni a kínai bevándorlókat. 1907-ben a "Gentlemen's Agreement-ben" Japán és az Államok véget vetettek a japán munkások bevándorlásának, de engedélyezték a már az USA-ban lévő emigránsok házastársainak kiköltözését. Az 1924-es bevándorlási törvény megtiltott, egy jelképesen kevés japánon kívül, minden bevándorlást. Egészen az 1965-ös bevándorlási törvényig, nagyon kevés japán emigrálás volt. Amik voltak azok többsége is háborús menyasszonyok voltak. A japánok többsége Hawaiiban telepedett le, ahol ma az állam népességének harmada japán leszármazott. A maradék többnyire a Nyugati parton telepedett le (Kalifornia, Washington és Oregon), de vannak más jelentős közösségek is az Északkeleti és Középnyugati államokban is.
A Japán diaszpóra különlegesnek számított a 20. század második felében, amikor nem volt új emigráló áramlat. Viszont kutatások arról számolnak be, hogy a háborúk után sok japán migrált egyénileg, hogy csatlakozzanak egy már kialakult közösséghez külföldön.

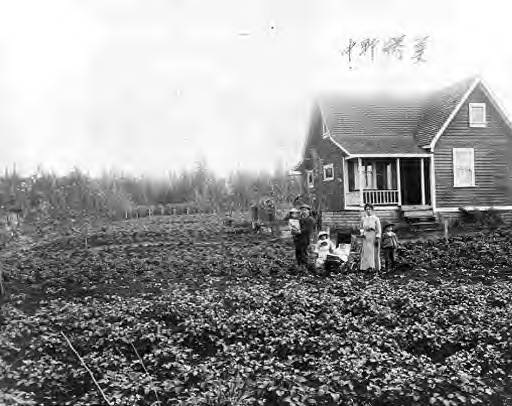
Udzso Nakano farm háza Port Hammondban, B.C.

Az Egyesült Államokba való belépésnek a korlátozásával a japán bevándorlók száma megnőtt a latin-amerikai területeken. Mexikó volt az első latin-amerikai ország, ahova japánok emigráltak 1879-ben, amikor az első 35 ember megérkezett Chiapasba, hogy kávé farmokon dolgozzanak. A japán bevándorlók (különösen az Okinava prefektúrából) kis számban érkeztek a 20. század elején. A japán brazilok a legnagyobb japán etnikai csoport Japánon kívül (körülbelül 1,5 millió, kicsivel több mint az egyesült államokbeli 1,2 millió) és São Paulóban van a legnagyobb japán koncentráció ugyancsak Japánon kívül. Az első bevándorlók (791 ember, többnyire farmerek) 1908-ban jöttek Braziliába a Kasato Marun, mely japán Kobe kikötőjéből indult. Azért mentek Brazíliába, hogy jobb életkörülményeik legyenek. Sokan kávé farmokon lettek munkások.
Egy másik említésre méltó japán közösség a perui japánok. Számuk 6000 isseire és 100 000 japán leszármazottra tehető (nissei, sansei, yonsei) köztük a legfelismerhetőbb arccal, az egykori perui elnökkel Alberto Fudzsimorival. A perui-japán konyha gazdagságanak egyik része az ott készített Japán ételek, melynek neve Nikkei konyha.
Az első argentínai japán nisei (második generáció) Seicho Arakaki, 1911-ben született. A Nikkeiek és Külföldi Japánok Szövetsége szerint ma körülbelül 32 000 japán leszármazott él Argentínában.
1956 és 1961 között volt egy kisebb japán település a Dominikai Köztársaságban, amit a Dominikai Köztársaság vezetője Rafael Trujillo kezdeményezett. A tüntetések a rendkívüli nehézségek és a kormány hamis ígéretei ellen, amellyel a bevándorlóknak meg kellett küzdeniük, véget vetettek az államilag támogatott munkaerő-kivándorlásnak Japánban.
A kolumbiai japán kolónia 3 hullámban emigrált 1929 és 1935 között. A közösségük a kolumbiai belső konfliktusok (1950-es évek alatt, La Violencia-ként ismert korszak) elleni ellenállásukban egyedülálló.

## Európa
A legnagyobb európai japán közösség az Nagy-Britanniában található jóval több mint 100 000 japánnal szerte az Egyesült Királyságban (többségük Londonban). Az utóbbi években, rengeteg fiatal japán vándorolt Britanniába, hogy kulturális alkotótevékenységben vegyenek részt és sikeres művészek legyenek Londonban. Oroszországban is találhatók kisebb számban japánok, akik öröksége azokra az időkre datálható, amikor a két ország olyan területeken osztozott mint Szahalin és a Kuril-szigetek. Néhány japán kommunista letelepedett a Szovjetunióban, többek közt Mucuo Hakamada, a korábbi Japán Kommunista Párt elnökének Szatomi Hakadamának a testvére, akinek a lánya Irina Hakamada egy tekintélyes orosz politikai személy. A 2002-es orosz népszámlálás szerint 835 ember vallotta magát japán nemzetiségűnek.
Németországban, Düsseldorfban is található egy jókora japán közösség mintegy 8000 fővel.

## Óceánia
A korai japán bevándorlók Nyugat Ausztráliában éltek, Broome-ban, ahol gyöngyhalászattal üzleteltek.
Az utóbbi években az Ausztráliába vándorló japánok száma megnőtt, ezek többségében fiatal hölgyek.

## Visszavándorlás Japánba
Az 1980-as években Japán növekvő gazdasága olyan dolgozók hiányával küszködött, akik hajlandóak voltak megcsinálni az úgynevezett három "K" betűs munkákat (きつい kicui [kemény], 汚い kitanai [koszos] és 危険 kiken [kockázatos]), így a Japán Munkaügyi Minisztérium vízumokat kezdett adni a Dél-Amerikában élő japán etnikumoknak, hogy japán gyárakban dolgozhassanak. A túlnyomó többség – körülbelül 300 000 ember – Brazíliából jött, de sokan érkeztek még Peruból és kisebb népek Argentínából és egyéb latin-amerikai országból.
Válaszként a válságra 2009-től a japán kormány 300 000 jent ajánlott fel azon japánoknak, akik Latin-Amerikából jöttek és munkanélküliek, hogy térjenek vissza hazájukba azzal a céllal, hogy csökkentsék az ország munkanélküliségének ugrásszerű növekedését. További 200 000 jent ajánlottak fel minden egyes családtagért, aki velük együtt elmegy. Azok az kivándorlók, akik elfogadják ezt az ajánlatot, nem jöhetnek vissza Japánba ugyanazzal a kiváltságos vízummal, amivel azelőtt jöttek az országba. Arudou Debito, a Japan Times rovatvezetője, ami egy angol nyelvű újság Japánban, „rasszistának” ítélte a politikát, mivel az csak japán-vérű külföldieknek, vagyis csak olyanoknak, akik rendelkeznek a speciális „japán származású” vízummal, ajánlotta fel azt a lehetőséget, hogy pénzt kapjanak, ha hazatérnek az országukba. Néhány kommentátor szintén kizsákmányolónak tartotta, mivel a legtöbb nikkeinek ösztönzőket nyújtottak, hogy Japánba emigráljanak 1990-ben majd rendszeres jelentek meg olyan hírek, hogy ezek az emberek egy héten több mint 60 órát dolgoznak, majd mikor a japánok nagy számban munkanélküliek lettek, hazaküldik őket.

## A populáris kultúrában

### Filmek
- Gaijin: Roads to Freedom
- Gaijin 2: Love Me As I Am
- Tokiori – As margens do tempo